# Callyspongia azurea
Callyspongia azurea är en svampdjursart som beskrevs av Fromont 1995. Callyspongia azurea ingår i släktet Callyspongia och familjen Callyspongiidae. Inga underarter finns listade i Catalogue of Life.